# Штуцер, Иван Иванович (селекционер)
Иван Иванович Штуцер (1882—1932) — советский агроном, селекционер, противник коллективизации в Татарии.

## Биография
Родился в 1883 году Москве. Окончил философский факультет университета Галле в Германии. В 1911—1920 годах работал в агрономической службе Казанского губернского ведомства сельского хозяйства сначала агрономом, затем председателем и заведующим отделом, позднее стал заведующим Государственным семенным фондом.
По крайней мере к середине 1918 года левый эсер. 4 июня 1918 года, будучи губернским комиссаром продовольствия, поддержал противника продразвёрстки и сторонника «вольных» цен хлеб Народного комиссара земледелия Казанской губернии К. М. Шнуровского. Штуцер противился формированию продотрядов, как писал в своём донесении информатор наркомпрода Цюрупы Акимов: «Он [Штуцер] сообщил мне, что пусть проводит эту политику [продразвёрстки и продотрядов] центр, если хочет быть голодным, мы же во избежание голода будем брать у крестьян хлеб по вольным рыночным ценам. Мы действуем по наставлению крестьянского съезда и крестьянской секции». 17 июля член Казанской коллегии наркомпрода Л. И. Рузер прямо обратился к В. И. Ленину с предложением арестовать Штуцера. 17 июля 1918 на объединенном заседании рабочей и красноармейской секций Казанского Совета Штуцер был отстранён от должности губпродкомиссара, на его место был назначен М. Султан-Галиев.
Затем работал одновременно начальником семенного отдела Наркомата земледелия Татарской АССР и главой селекционного отдела Казанской сельскохозяйственной опытной станции, которая была основана в 1920 году. Для неё были отведены 175 десятин земли при имении Журавлёвых в селе Усады и 462 десятин земли военного полигона бывшего Юнкерского училища и все строения Воскресенского Новоиерусалимского монастыря и загородной Архиерейской дачи. Для станции были также отведены два опытных поля (Лаишевское и Спасское), два семенных хозяйства и два опорных пункта. Селекционные работы проходили на участке 10-12 га около села Змиево Чистопольского кантона Казанской губернии, параллельно они велись и на Шушарском селекционном поле Арского кантона. Помощь И. И. Штуцеру оказывали 15-20 прикрепленных к нему студентов.
В 1921—1929 годах из местных образцов методом отбора Штуцер вывел ценный скороспелый сорт проса разновидности flavum «Казанское 506» с урожайностью 28-30 центнеров с 1 га. Сорт был районирован в Красноярском и Алтайском краях, Иркутской, Кемеровской, Томской, Тюменской и Новосибирской областях.
Одновременно с 1921 года Штуцер начал исследовать изменчивость гречихи. Он описал обнаруженные в окрестностях села Шушары формы Fagopyrum esculentum Moench, Fagopyrum emarginatum Roth, Fagopyrum tataricum Gaertner. Материал был с низко-продуктивный и неоднородный по морфологии и продуктивности. Были начаты работы по селекционному улучшению местных форм из посевов крестьян. Позднее селекционер применил метод многократного индивидуального отбора. Работа осталась незавершенной в связи с арестом Штуцера. Выделенный среднеспелый и скороспелый крупноплодный материал был полностью утерян. Однако в 1934 году селекционер А. Ф. Шубина вывела первый засухоустойчивый сорт «Казанская местная», который отличался дружностью созревания и продержался в производственных посевах до начала семидесятых годов
В 1920—1926 годах Штуцер составил подробные карты и сравнительные таблицы по культурам для каждого агропочвенного района республики. Предлагал районную специализацию сельского хозяйства Татарстана, причем механизмом ее внедрения, по мнению исследователя, должен был стать рынок. Внёс весомый вклад в мониторинг сельскохозяйственного производства и на основании этих исследований сделал важные теоретические обобщения. На первом агрономическом съезде Татарской республики в 1929 году в Казани Штуцер выступил с докладом о научном обосновании перспективных направлений развития сельского хозяйства советской Татарии.
Являясь работником Наркомата земледелия Татарской АССР, резко выступал против увеличения вывоза хлеба из Татарстана, директивного вмешательства в рыночные отношения, навязывания крестьянству колхозного строя. Был противником сплошной коллективизации считал, что реконструкцию сельского хозяйства необходимо производить в основном за счет государственных средств. Во время идеологической кампании по искоренению единоличных крестьянских хозяйств Штуцер доказывал целесообразность их дальнейшего развития. И. И. Штуцер писал: 

«в Татарской Республике пока опасности от засилья кулаков нет; второе, что, так называемые, мощные хозяйства представляют собой в Татарской Республике разновидность среднего хозяйства, более многосемейную, чем средние хозяйства, и поэтому имеющие возможность заработать на стороне несколько большую сумму на едока, чем менее семейные середняки, в-третьих, что замечается постепенная ликвидация группы маломощных хозяйств и нарастание средней группы за счёт слабой и мощной, и, в-четвёртых, что условия Татарской Республики совершенно различны от общих экономических условий СССР, не давая стимула к образованию и развитию не только кулацких хозяйств, но даже и разновидности типа хозяйств, так называемых мощных хозяйств».
Арестован 4 октября 1930 года.
В 1931 году в Казани вышел сборник статей «Кондратьевщина в Татарии» (авторы 3. Винтайкин, Ф. Медведев и Г. Щеперин). В нём, в частности, 3. Винтайкин писал: «в то время как партия ставила задачу продолжать и усиливать борьбу с кулаком, вредитель Штуцер доказывал отсутствие кулака и классовой борьбы».
19 января 1932 года Штуцер приговорён Коллегией ОГПУ по статье 58-7, 58-11 как «участник вредительской организации» к 5 годам концлагерей [по Делу «Трудовой крестьянской партии», её «Казанского отделения»]. 31 октября 1932 года неотбытый срок заключения заменён на высылку в Казахстан. В 1932 году сослан в Караганду, затем переведён в Алма-Ату, где покончил жизнь самоубийством.
Реабилитирован в 1 сентября 1988 года.

## Труды
- Штуцер И. И. Восстановление сельского хозяйства Татреспублики и перспективы на будущее // Труд и хозяйство — 1924. — № 12 — С. 1-25.
- Штуцер И. И. Материалы по вопросу об оскудении сельского хозяйства Татарской республики. — Казань, — 1928.
- Штуцер И. И. К вопросу о расслоении крестьянства в Татреспублике. // Труд и хозяйство. 1926. — № 4. — С. 26-31.
- Штуцер И. И. Внутрихозяйственный анализ крестьянского хозяйства Татреспублики по бюджетам 1924—1925 года. Казань: Изд-во Нар-комзема Татреспублики, 1928. — 79 с.
- Штуцер И. И., Малешевский А. Н. Материалы по отбору луговых дикорастущих трав. Отсчет за 1913—1914 гг.. — Казань, 1915.